# Odo Francoski
Odo (francosko Eudes) je bil izvoljeni kralj Zahodnofrankovskega kraljestva, ki je vladal v letih 888 do 898, * ok. 857, † 1. januar 898. 
Bil je prvi kralj iz Robertinske dinastije, matične hiše Kapetingov. Pred prihodom na oblast je bil grof Pariza. Njegova vladavina je zaznamovala dokončno ločitev Zahodne Frankovske od Karolinškega cesarstva. 

## Družina
Odo je bil najstarejši sin Roberta Močnega, frankovskega vojvode, mejnega grofa Nevstrije ter grofa Anjouja in Adelajde Tourske. Po očetovi smrti v bitki pri Brissartheju leta 866 je podedoval mejno grofijo Nevstrijo, vendar jo je leta 868 izgubil, ko jo je kralj Karel Plešasti prepustil Hugu Opatu. Ponovno jo je dobil po Hugovi smrti leta 886. Od leta 882 je bil grof Pariza in laični opat sv. Martina iz Toursa.
Leta 882 ali 883 se je poročil s Teodorato Troysko. Ademar de Chabannes, kronist iz 11. stoletja, je zapisal, da sta zakonca imela sina Arnoula (okoli 882–898), ki je umrl kmalu za očetom. V listini Alana I., objavljeni 28. avgusta 903, je kot eden od njunih otrok omenjen tudi Guy, vendar rodoslovec Christian Settipani trdi, da je dokument lažen. Rodoslovno delo Europäische Stammtafeln omenja kot Odovega sina omenja Raoula, vendar vir podatka ni znan. 

## Vladanje
Zaradi njegove spretnosti in poguma pri upiranju napadom Vikingov med obleganjem Pariza v letih 885–886 so zahodni frankovski plemiči po strmoglavljenju cesarja Karla Debelega Oda izbrali za svojega kralja. Za kralja ga je v Compiègneu februarja 888 kronal Valter, nadškof v Sensu.
Odo se je še naprej bojeval proti Vikingom in jih premagal pri Montfauconu, vendar se je kmalu zatem zapletel v boj z močnimi frankovskimi plemiči, ki so podpirali zahteve Karla Preprostega za frankovski prestol.
Leta 890 je Odo podelil posebne privilegije grofiji Manresa v Kataloniji zaradi njenega položaja na prvi bojni črti proti Mavrom. Manresa je dobila pravico zgraditi obrambne stolpe, znane kot manresanas ali manresanes, in imela zaradi teh privilegijev naslednji dve stoletji edinstven položaj v regiji. 
Da bi si pridobil ugled in podporo, se je Odo leta 888 poklonil vzhodnofrankovskemu kralju Arnulfu Koroškemu. Arnulf je kljub temu podpiral Odovega tekmeca  Karla Preprostega in Odo je moral po triletnem konfliktu Karlu predati ozemlje severno od Sene. Odo je umrl v La Fèreu 1. januarja 898.

## Vira
- Jackman, Donald C. (2008). Comparative Accuracy. Editions Endlaplage.
- Riche, Pierre (1983). The Carolingians: A Family who Forged Europe. Prevod: Allen, Michael Idomir. University of Pennsylvania Press.

| Odo Francoski RobertinciRojen: ok. 857 Umrl: 1. januar 898 |                                              |                                |
| Vladarski nazivi                                           |                                              |                                |
| Predhodnik: Karel Debeli                                   | Kralj Zahodnofrankovskega kraljestva 888–898 | Naslednik: Karel Preprosti     |
| Predhodnik: Konrad I. Auxerrski                            | Grof Pariza 882–888                          | Naslednik: Robert I. Francoski |
| Predhodnik: Hugo Opat                                      | Mejni grof Nevstrije 886–888                 | Naslednik: Robert I. Francoski |